# Федурново (Костромская область)
Федурново — деревня в составе Дмитриевского сельского поселения Галичского района Костромской области России.

## География
Деревня расположена у автодороги Судиславль — Солигалич Р100, на берегу речки Тора.

## История
Согласно Спискам населённых мест Российской империи в 1872 году деревня относилась к 2 стану Галичского уезда Костромской губернии. В ней числилось 11 дворов, проживали 21 мужчина и 27 женщин.
Согласно переписи населения 1897 года в деревне проживало 52 человека (27 мужчин и 25 женщин).
Согласно Списку населённых мест Костромской губернии в 1907 году деревня Федурково (Федурново) относилось к Фоминской казённой волости Галичского уезда Костромской губернии. По сведениям волостного правления за 1907 год в ней числилось 12 крестьянских дворов и 87 жителей. Основными занятиями жителей деревни были малярный и плотницкий промыслы.
До муниципальной реформы 2010 года деревня также входила в состав Дмитриевского сельского поселения.

## Население
| 2008 | 2010 | 2012 | 2014 |
| ---- | ---- | ---- | ---- |
| 7    | →7   | →7   | →7   |